# St. Thomas More College

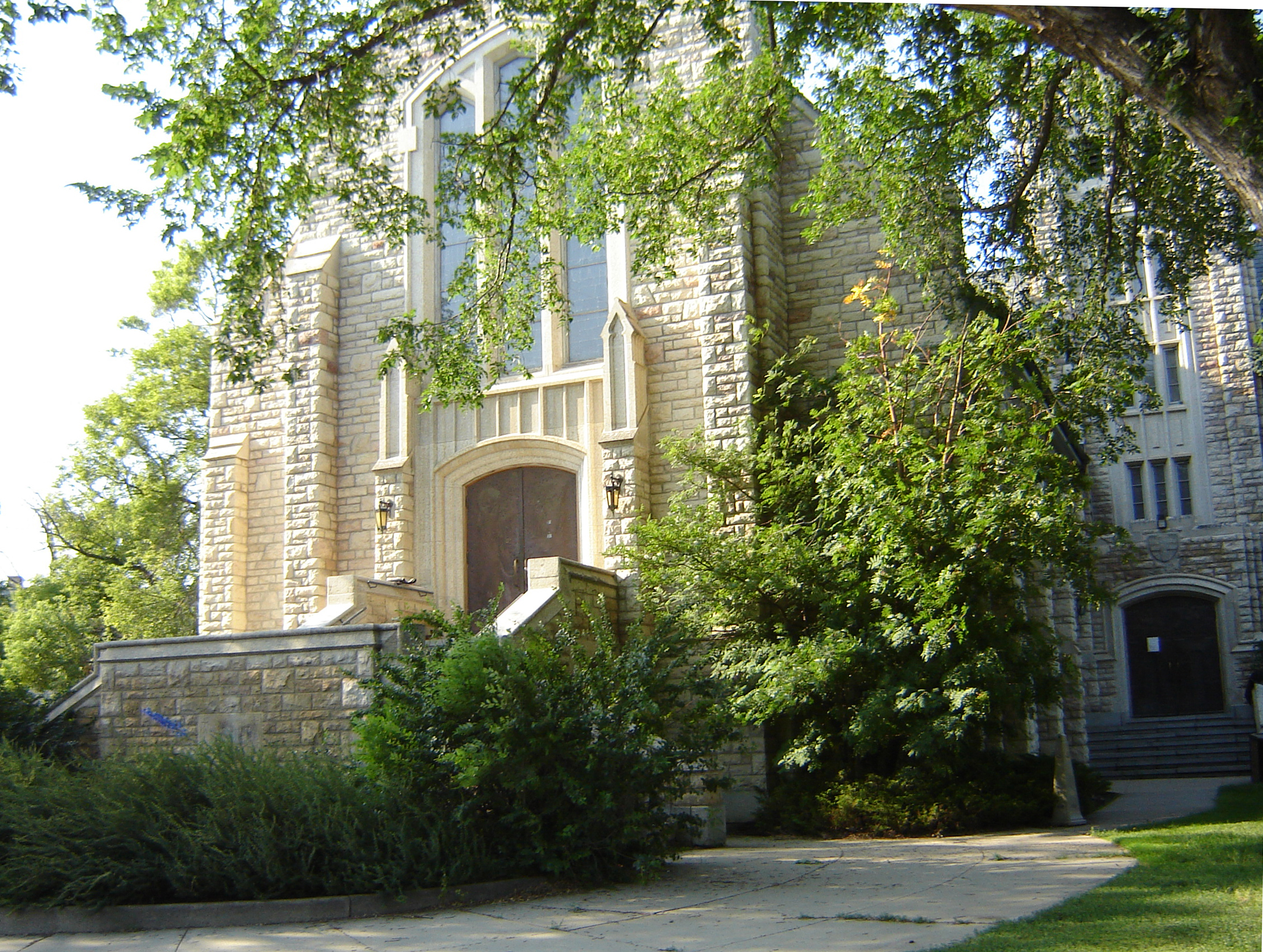
St. Thomas More College

Das St. Thomas More College - University of Saskatchewan (Abkürzung STM) ist ein staatliches, römisch-katholisches College in Saskatoon, Saskatchewan, Kanada.
Die Hochschule wurde 1936 durch die Kongregation der Basiliuspriester, einer römisch-katholischen Ordensgemeinschaft, gegründet; es lag eine Einladung des Präsidenten der University of Saskatchewan und des Bischofs von Saskatoon vor. 1943 erhielt das College den Universitätsstatus. Das College ist administrativ zugeordnet der University of Saskatchewan, gleichwohl finanziell eigenständig. Namensgeber ist Thomas Morus; die Hochschule steht unter der Schirmherrschaft der St. Thomas More College Society.
Circa 2000 Studenten werden in über 250 grundständigen und postgradualen Studienprogrammen in 18 Studienrichtungen ausgebildet. An der Hochschule ist das Prairie Centre for the Study of Ukrainian Heritage (PCUH) angegliedert.